# ۱۱ مرداد
۱۱ مرداد/اسد صد و سی و پنجمین روز از سال در گاه شماری خورشیدی است. به پایان سال ۲۳۰ روز (۲۳۱ روز در سال کبیسه) مانده‌است.

## رویدادها
- ۱۳۴۲ - حسن پاکروان در پادگان عشرت آباد به دیدار سید روح‌الله خمینی رفت و پس از اعلام آزادی به او، علی‌اکبر مولوی، سید حسن طباطبایی قمی و سید روح‌الله خمینی را به کاشانه‌ای متعلق به ساواک در داودیه منتقل کرد
- ۱۳۶۰ - اهدای حکم تنفیذ به محمدعلی رجایی توسط سید روح‌الله خمینی و آغاز ریاست‌جمهوری محمدعلی رجایی

## زادروزها
- ۱۲۳۹ - ادیب‌الممالک فراهانی، ادیب[۱]
- ۱۳۱۷ - داریوش آشوری، نویسنده
- ۱۳۱۷ - شیرین بیانی، مورخ
- ۱۳۲۵ - داوود شعبانی نصر، دوبلور
- ۱۳۵۰ - بهروز رهبری‌فر، فوتبالیست
- ۱۳۶۶ - پدرام شریفی، بازیگر
- ۱۳۶۷ - آریا جعفری، قایقران

## درگذشت‌ها
- ۱۳۸۴ - حسن احمدی مقدس، قاضی دادگاه انقلاب تهران
- ۱۳۸۶ - مجید کاووسی‌فر، قاتل حسن احمدی مقدس
- ۱۳۹۸ - شیرین فامیلی، خبرنگار
- ۱۳۹۹ - خسرو سینایی، کارگردان
- ۱۴۰۱ - احمد گلشیری، مترجم
- ۱۴۰۲ - حمید منوچهری، بازیگر